# John Bidwell
John Bidwell (ur. 5 sierpnia 1819 w hrabstwie Chautauqua, zm. 4 kwietnia 1900 w Chico) – amerykański polityk, kandydat na prezydenta w 1892 roku.

## Biografia
Urodził się 5 sierpnia 1819 roku w hrabstwie Chautauqua. Dziesięć lat później jego rodzina przeprowadziła się do Pensylwanii, zaś po następnych dwóch latach do Ohio. W wieku 17 lat zaczął podróżować po kraju, pracując jako nauczyciel i dotarł do Kalifornii w 1841 roku. Przez pewien czas mieszkał w kolonii Sutter’s Fort i po kilku latach został naturalizowanym obywatelem Meksyku. Pomimo że był niechętny rebelii Niedźwiedziej Flagi, zredagował tekst proklamujący niepodległość Republiki Kalifornii w lipcu 1846 roku. W czasie wojny meksykańskiej służył pod Johnem Frémontem i Robertem Stocktonem podczas oblężenia Los Angeles w 1847 roku. Dosłużył się stopnia majora. Od 1849 do 1851 zasiadał w stanowym Senacie Kalifornii.
Po wojnie osiedlił się w Chico, gdzie kupił ranczo. Zaangażował się wówczas w politykę i działał w legislaturze stanowej z ramienia Partii Demokratycznej. W czasie wojny secesyjnej był zagorzałym zwolennikiem Unii i popierał działania prezydenta Lincolna. W 1864 roku został członkiem Izby Reprezentantów z nowo powstałego 3. okręgu wyborczego. Odmówił ubiegania się o reelekcję, chcąc objąć funkcję gubernatora Kalifornii z ramienia Partii Republikańskiej. Startował w wyborach czterokrotnie, lecz za każdym razem bezskutecznie. W 1892 roku Partia Prohibicji nominowała go kandydatem w wyborach prezydenckich. Bidwell uzyskał nieco ponad 270 tysięcy głosów, co stanowiło czwarty wynik wśród kandydatów. Zmarł 4 kwietnia 1900 roku w Chico.